# Paryż (Koejavië-Pommeren)
Paryż is een dorp in de Poolse woiwodschap Koejavië-Pommeren. De plaats maakt deel uit van de gemeente Żnin.